# Люз
Люз (фр. Luze) — коммуна во Франции, находится в регионе Франш-Конте. Департамент — Верхняя Сона. Входит в состав кантона Эрикур-Эст. Округ коммуны — Люр.
Код INSEE коммуны — 70312.

## География
Коммуна расположена приблизительно в 360 км к юго-востоку от Парижа, в 70 км северо-восточнее Безансона, в 45 км к востоку от Везуля.
По территории коммуны протекает река Лизен.

## Население
Население коммуны на 2010 год составляло 737 человек.
| 1962 | 1968 | 1975 | 1982 | 1990 | 1999 | 2010 |
| ---- | ---- | ---- | ---- | ---- | ---- | ---- |
| 333  | 475  | 530  | 565  | 596  | 691  | 737  |

## Экономика
В 2010 году среди 474 человек трудоспособного возраста (15—64 лет) 351 были экономически активными, 123 — неактивными (показатель активности — 74,1 %, в 1999 году было 72,4 %). Из 351 активных жителей работали 325 человек (171 мужчина и 154 женщины), безработных было 26 (14 мужчин и 12 женщин). Среди 123 неактивных 33 человека были учениками или студентами, 60 — пенсионерами, 30 были неактивными по другим причинам.

## Фотогалерея

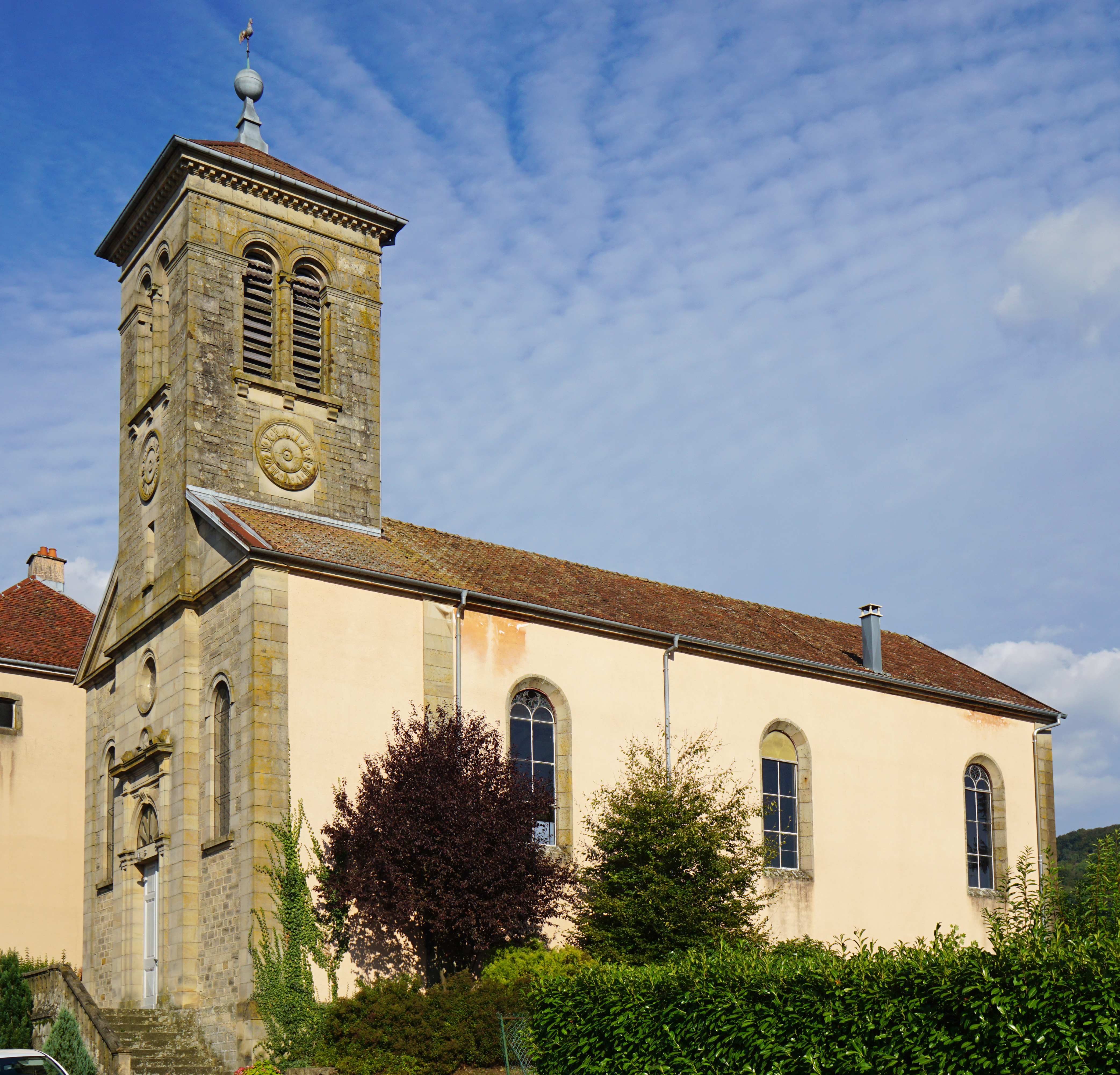
Протестантская церковь
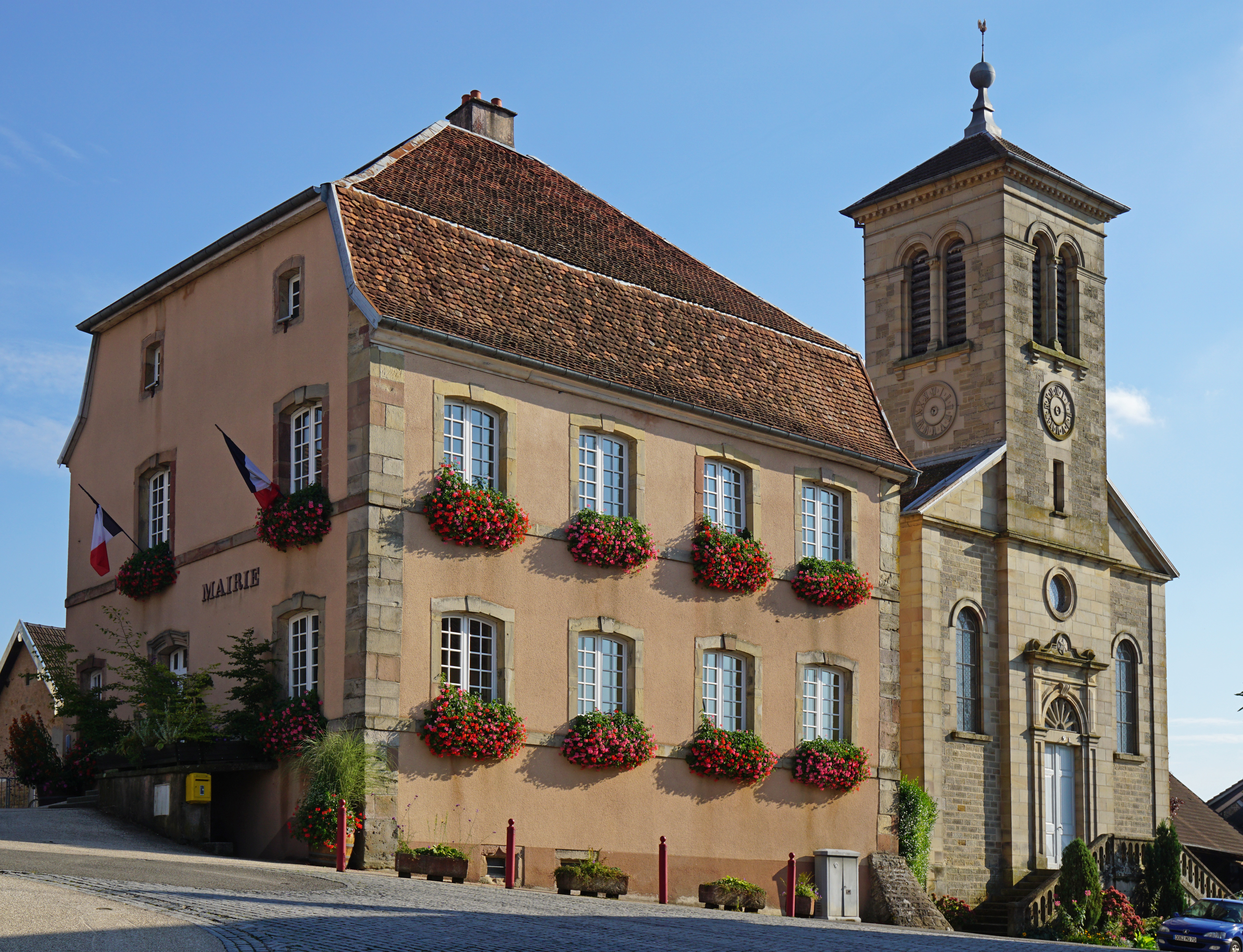
Мэрия
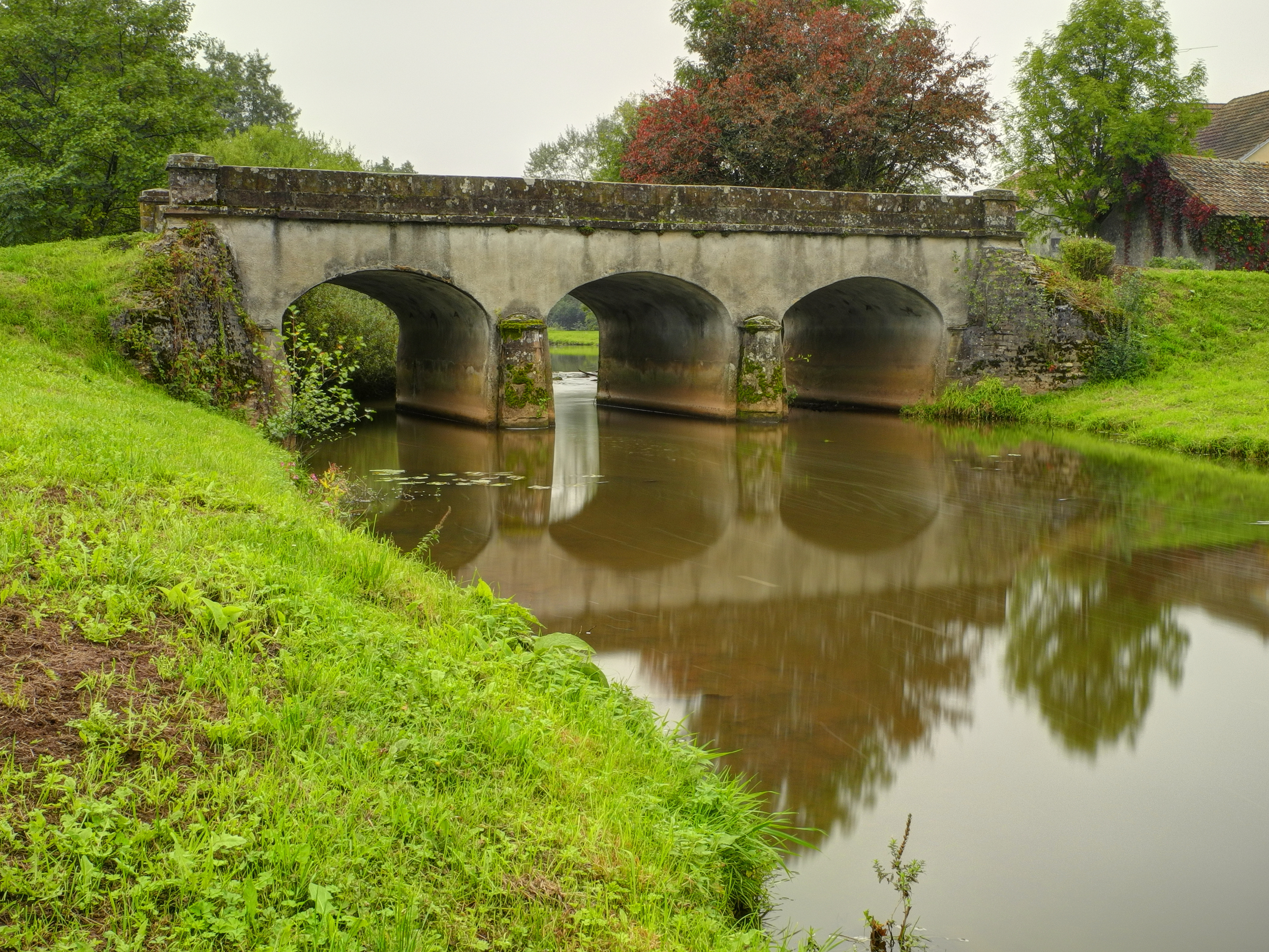
Мост через реку Лизер
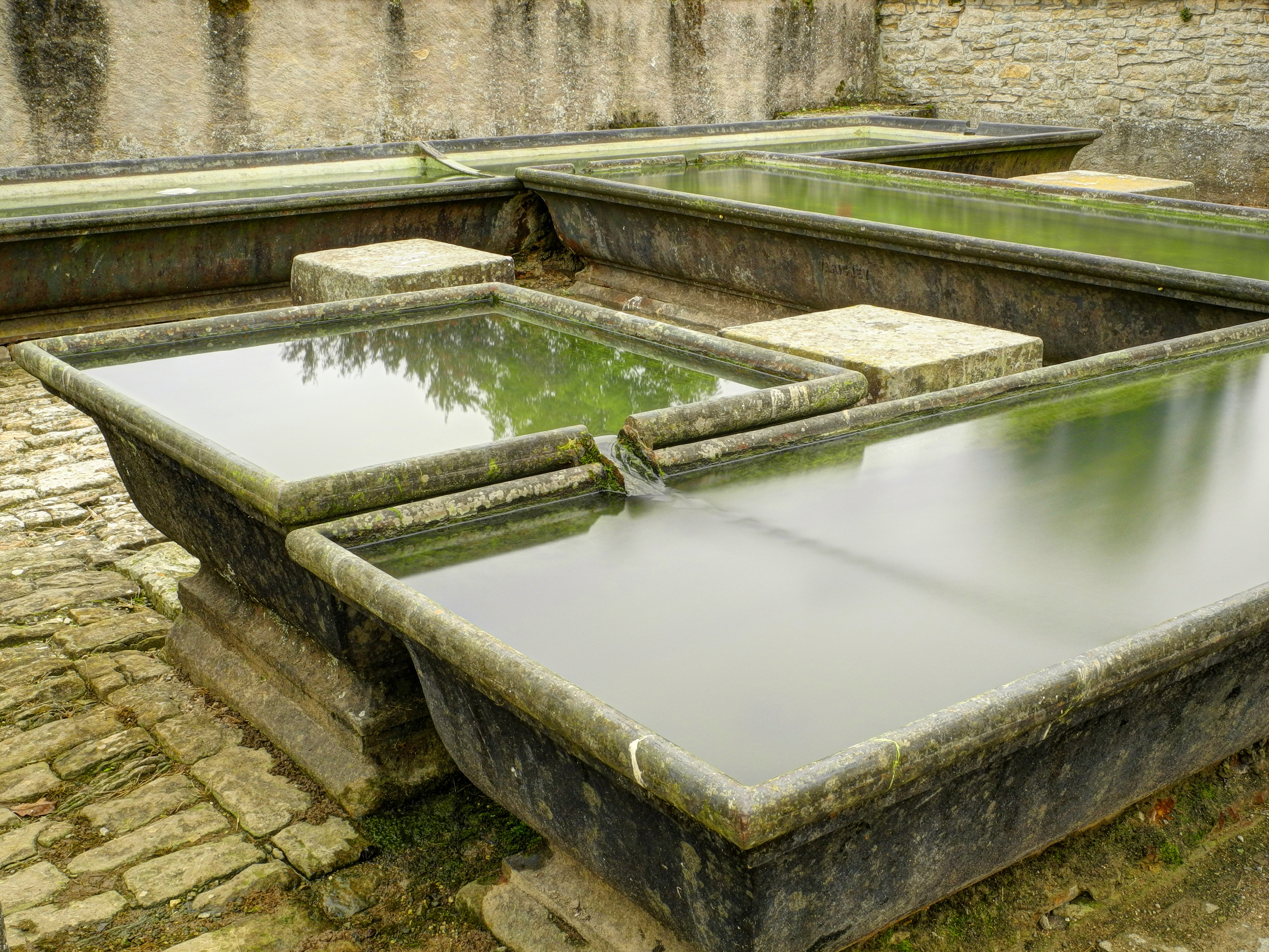
Общественная прачечная